# Popafallen

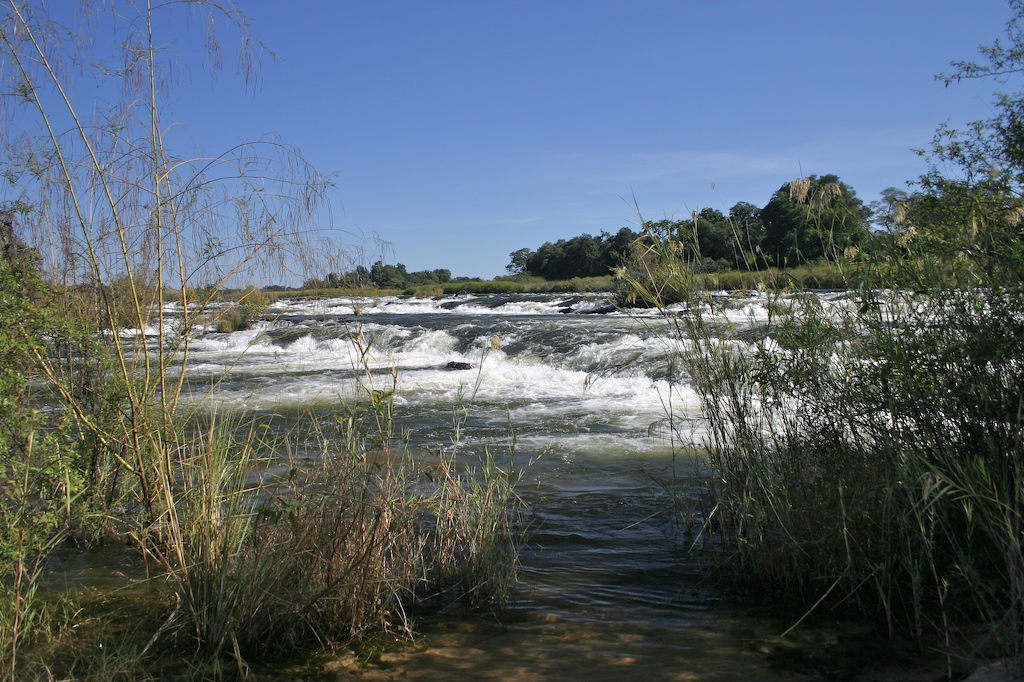
Popa-vattenfallen

Popafallen är ett vattenfall beläget i floden Okavango i Namibia. Popafallen är egentligen inte ett riktigt vattenfall, utan en serie forsar med en fallhöjd på totalt 4 meter. Forsarna är en imponerande syn då de sträcker sig över hela floddens bredd på 1,2 km. Forsarna uppstår eftersom Okavango vid denna punkt löper utför en klippavsats. Under regnperioden svämmar floden fullständigt över klippavsatsen, men vid torrperiod exponeras avsatsen och forsarna är då en vacker syn bestående av kaskader och en mängd forsande strömmar och små öar.
Ett område på 15km² omkring Popafallen är naturreservat med ett rikt fågelliv, även flodhästar och krokodiler kan ses här.